# The Toolbox Murders
The Toolbox Murders és una pel·lícula slasher estatunidenca del 1978 dirigida per Dennis Donnelly, i amb guió escrit per Ann Kindberg, Robert Easter, i Neva Friedenn. La pel·lícula va ser comercialitzada com una dramatització d'una història real, i va estar prohibida breument a principis dels anys vuitanta al Regne Unit.

## Argument
En un complex d'apartaments, comença a aparèixer set dones assassinades de forma molt violenta per un home encaputxat, totes elles executades amb les mateixes eines (martell, taladre, tornavís i pistola de claus). Quan una jove desapareix, i veient que la policia no és capaç de trobar a l'assassí, el seu germà decideix investigar l'ocorregut i trobar el psicòpata que comet els crims. L'assassí, però, és un home desequilibrat a causa d'un accident que va patir la seva filla i que l'empenta a assassinar totes aquelles dones que ell considera "luxurioses".

## Repartiment
- Cameron Mitchell - Vance Kingsley
- Pamelyn Ferdin - Laurie Ballard
- Wesley Eure - Kent Kingsley
- Nicholas Beauvy - Joey Ballard
- Tim Donnelly -Detective Mark Jamison
- Aneta Corsaut - Joanne Ballard
- Faith McSwain - Mrs. Andrews
- Marciee Drake - Deborah
- Evelyn Guerrero - Maria
- Betty Cole - Esposa de John
- John Hawker - John
- Don Diamond - Sergent Cameron
- Kelly Nichols - Dee Ann DeVore
- Robert Forward - Home que crida
- Kathleen O'Malley - Dona que crida
- Gil Galvano - Home
- James Nolan - Al
- George Deaton -Predicador

## Desenvolupament i estrena
El desenvolupament de The Toolbox Murders va començar el 1977 quan el productor de Los Angeles Tony Didio volia fer una pel·lícula de terror de baix pressupost després d'assabentar-se de l'èxit de la reestrena amb èxit de la pel·lícula de terror de Tobe Hooper The Texas Chain Saw Massacre. Didio era intrigat per l'èxit financer de les pel·lícules, i sabia que els distribuïdors de la pel·lícula l'havien contactat preguntant-se com es tornava a estrenar la pel·lícula tan aviat. Després d'una conversa amb els distribuïdors de la pel·lícula, Didio va decidir que llançaria la seva pròpia pel·lícula de terror de baix pressupost. Didio va projectar la pel·lícula amb els escriptors Ann Kindberg, Robert Easter i Neva Friedenn, amb l'encàrrec de crear una variació de l'emblemàtica pel·lícula de Hooper.
The Toolbox Murders fou distribuïda als cinemes dels Estats Unites per Cal-Am Artists el març de 1978. La pel·lícula fou editada en VHS per VCI Entertainment.
The Toolbox Murders va estar breument en la llista de vídeo nasties i inicialment va ser prohibit al Regne Unit abans de ser absolt posteriorment pels tribunals i retirat de la llista de DPP.

## Crítiques
Després de la seva publicació, els crítics es van queixar de les opinions misògines de la pel·lícula cap a la victimització i l'explotació de les dones juntament amb la seva violència gràfica i la seva nuesa.
A la pàgina web de l'agregador de revisions Rotten Tomatoes, The Toolbox Murders va rebre una qualificació d'aprovació del 0% basada en 5 ressenyes i una qualificació mitjana de 2,2/10. Fred Beldin de The New York Times va criticar els personatges i vilans de la pel·lícula com "maldestrament expressats" i va qualificar la conclusió de la pel·lícula "increïblement ximple" concloent, "com a resultat, l'únic gaudi que es pot obtenir de la pel·lícula és en última instància absurda". El crític de cinema Leonard Maltin va atorgar a la pel·lícula 1,5 de les 4 estrelles possibles. Robert Firsching d'Allmovie la considerava "misògina" i "desagradable", quan es parlava de les escenes d'assassinat de la pel·lícula, Firsching va declarar: "Cap d'aquestes coses seria tan impactant si no fos pel repartiment, la majoria del qual (excepte Cameron Mitchell i Nichols) podria haver-se preguntat què feien a una porqueria com aquesta".
DVD Verdict va dir que la pel·lícula era "un tall sobre (sense paraules) la seva pel·lícula d'explotació i terror mitjana", però va dir que "si The Toolbox Murders té un defecte important, és en la divisió entre el slasher sagnant i el thriller neuròtic" i "La primera part és horrible. L'última meitat és inquietant. Però en realitat són gairebé dues pel·lícules diferents". Una altra revisió del mateix lloc web també va ser predominantment positiva, i va afirmar que "segur que és ple de gore i nuesa, però crec que ha sobreviscut perquè molesta completament les expectatives de l'espectador a la seva segona meitat. Començant com un típic slasher i acabant com un thriller psicològic, Toolbox es posa sota la pell d'una manera que no ho aconseguiria amb un gènere o un altre". La revisió va concloure dient que "el seu cantó sagnant és prou fort i el seu costat esgarrifós és prou escandalós com per valer la pena veure-la per a aquells que estiguin interessats en la part d'explotació" malgrat la segona meitat final plana i poc realista.
Oh, the Horror! va respondre bé a The Toolbox Murders, anomenant-la "una aventura escassa que aboca la inclinació dels anys setanta per totes les coses d'explotació", que era estilista i molest, encara que fos lenta en part. Hysteria Lives va atorgar una i mitja de cinc, que va trobar que malgrat tenir una gran quantitat de violència i altres elements d'explotació, la pel·lícula era tediosa i monòtona, dirigida de forma plana i mancada de suspens.